# Кастелмола
Кастелмо̀ла (на италиански: Castelmola; на сицилиански: Castermula, Кастермула) е село и община в Южна Италия, провинция Месина, автономен регион и остров Сицилия. Разположено е на 501 m надморска височина. Населението на общината е 1087 души (към 2011 г.).